# UFC 85
UFC 85: Bedlam（ユーエフシー・エイティファイブ：ベドラム）は、アメリカ合衆国の総合格闘技団体「UFC」の大会の一つ。2008年6月7日、イングランド・ロンドンのO2アリーナで開催された。
メインイベントではマット・ヒューズとチアゴ・アウベスの175ポンド契約のワンマッチが行われた。

## 大会概要
ライトヘビー級ではUFC2戦目のマウリシオ・ショーグンがチャック・リデルと対戦予定であったが、再度の左膝前十字靭帯損傷により欠場となった。そのため大会サブタイトルも「Liddell vs. Evans」に変更され、ショーグンに替わってラシャド・エヴァンスがチャック・リデルと対戦する予定であったが、リデルが右大腿屈筋の筋断裂によって欠場し、その代替選手として選ばれたジェームス・アーヴィンも足の負傷で欠場したためエヴァンスは大会不参加となり、大会サブタイトルも「Bedlam」へ変更された。また、予定されていたジョナサン・グレとポール・ケリーのウェルター級戦も中止された。なお、各階級ともタイトルマッチは行われなかった。
セミファイナルでは当初マイケル・ビスピンの対戦相手としてクリス・リーベンが予定されていたが、リーベンが逮捕され欠場したため替わってジェイソン・デイが出場した。ヘビー級では出場予定であったニール・ウェインが欠場し、替わってエディ・サンチェスが出場した。
メインイベントではチアゴ・アウベスが前日計量で4ポンドオーバーしたが、ヒューズ側の合意により175ポンドのキャッチウェイトバウトとして行われた。試合ではアウベスがヒューズを跳び膝蹴りによるTKOで破った。

## 試合結果

### プレリミナリィカード
第1試合 ヘビー級 5分3R
○  アントニー・ハードンク vs.  エディ・サンチェス ×
2R 4:15 TKO（レフェリーストップ：スタンドパンチ連打）
第2試合 ウェルター級 5分3R
○  ポール・テイラー vs.  ジェス・リアウディン ×
3R終了 判定2-1（29-28、29-28、28-29）
第3試合 ライトヘビー級 5分3R
○  ルイス・カーニ vs.  ジェイソン・ランバート ×
1R 2:07 TKO（レフェリーストップ：スタンドパンチ連打）
第4試合 ウェルター級 5分3R
○  ケヴィン・バーンズ vs.  ホアン・"ジュカオン"・カルネイロ ×
2R 2:53 三角絞め
第5試合 ライト級 5分3R
○  マット・ワイマン vs.  チアゴ・タバレス ×
2R 1:57 KO（右ストレート→パウンド）
第6試合 ミドル級 5分3R
○  マルティン・カンプマン vs.  ホルヘ・リベラ ×
1R 2:44 フロントチョーク

### メインカード
第7試合 ヘビー級 5分3R
○  ファブリシオ・ヴェウドゥム vs.  ブランドン・ヴェラ ×
1R 4:40 TKO（レフェリーストップ：マウントパンチ）
第8試合 ミドル級 5分3R
○  ターレス・レイチ vs.  ネイサン・マーコート ×
3R終了 判定3-0（29-27、29-27、29-27）
第9試合 ウェルター級 5分3R
○  マイク・スウィック vs.  マーカス・デイヴィス ×
3R終了 判定2-1（28-27、28-27、27-28）
第10試合 ミドル級 5分3R
○  マイケル・ビスピン vs.  ジェイソン・デイ ×
1R 3:42 TKO（レフェリーストップ：パウンド）
第11試合 キャッチウェイトバウト（175ポンド） 5分3R
○  チアゴ・アウベス vs.  マット・ヒューズ ×
2R 1:02 TKO（レフェリーストップ：跳び膝蹴り→パウンド）

### 各賞
ファイト・オブ・ザ・ナイト： マット・ワイマン vs. チアゴ・タバレス
ノックアウト・オブ・ザ・ナイト： チアゴ・アウベス
サブミッション・オブ・ザ・ナイト： ケヴィン・バーンズ
各選手にはボーナスとして50,000ドルが支給された。